# Никольский сельский совет (Луганская область)
Никольский сельский совет (укр. Микільська сільська рада) — входит в состав
Меловского района
Луганской области
Украины.

## Населённые пункты совета
- с. Благодатное
- с. Водянолиповое
- с. Диброва
- с. Никольское
- с. Фоминское
- с. Шелестовка

## Адрес сельсовета
92510, Луганская обл, Меловский р-н, с. Никольское, пл. Героев Великой Отечественной войны, 1; тел.: 9-55-31